# يو إف سي على إيه بي سي: هولواي ضد كتار
يو إف سي على إيه بي سي: هولواي ضد كتار (بالإنجليزية: UFC on ABC: Holloway vs. Kattar)‏ هو حدث لفنون القتال المختلطة نظمته يو إف سي، أُقيم في 16 يناير 2021، على اتحاد أرينا في جزيرة ياس، أبو ظبي، الإمارات العربية المتحدة.